# MathEOS
MathEOS est un logiciel shareware qui permet à un élève de collège de rédiger sur ordinateur un cours de mathématiques. Il est particulièrement adapté aux élèves souffrant d'un handicap, et en particulier aux élèves souffrant de dyspraxie.
C'est la poursuite du logiciel BOMEHC. Le logiciel a été contraint de prendre un nouveau nom à la suite du dépôt du nom BOMEHC par l'Association des PEP06.

## Présentation
Le logiciel est destiné aux élèves de primaire et du collège et permet de suivre un cours de mathématiques. Il s'agit d'un traitement de texte qui réunit tous les outils permettant la réalisation des exercices du collège et leur insertion dans le traitement de texte. Il se présente sous la forme d'un cahier de mathématiques virtuel et permet de faire avec l'ordinateur tout ce que l'élève pourrait faire à la main.
Le logiciel se trouve particulièrement adapté à l'usage par des élèves en situation de handicap, et une attention particulière a été portée aux élèves souffrant de dyspraxie. Le logiciel permet de regrouper plusieurs logiciels en un, ce qui limite considérablement les efforts d'initiation des élèves qui doivent prendre leurs cours par ordinateur. L'interface de MathEOS a été travaillée avec des ergothérapeutes afin de simplifier au maximum la vie des élèves en situation de handicap qui étaient souvent confrontés à des difficultés avec les logiciels existants, trop complexes pour des élèves de collège.

## Origine
Le logiciel MathEOS est issu d'un travail collaboratif réalisé par des élèves de l'École centrale de Lille entre 2009 et 2011, en partenariat avec l'IEM Rossetti et le Collège Victor Duruy à Nice. Les résultats de ce travail effectué dans le cadre de la formation des élèves ingénieurs a abouti à la réalisation du logiciel BOMEHC. Les sources ont été placées sous licence GNU GPL jusqu'à sa version 1.4.4 rendant le logiciel libre dans le sens où il est protégé par copyleft. Les versions supérieurs ont ensuite été placées sous licence propriétaire dans le but de financer des logiciels similaires dans d'autres matières.
En juillet 2014, le nom BOMEHC est déposé par l'Association des PEP 06. Depuis, François Billioud poursuit le développement du logiciel sous le nom MathEOS.
Les personnes suivantes ont participé au projet BOMEHC :
- Frédéric Marinoni (professeur spécialisé à l'I.E.M. Rossetti à Nice)
- Ludovic Faubourg (professeur de mathématiques au collège Victor-Duruy à Nice)
- Augustin Mouze (maître de conférence et professeur de mathématiques à l'École centrale de Lille)
- 6 élèves ingénieurs, dont :
  - François Billioud
  - Guillaume Varoquaux
  - Tristan Coulange
  - Prisca Pany
  - Sanghyun Park

Aujourd'hui, les droits d'auteur du code source de BOMEHC et de MathEOS appartiennent à François Billioud et Guillaume Varoquaux.

## Interface
L'interface du logiciel est divisée en deux parties. À droite on trouve un espace de travail permettant de réaliser des exercices comme la pose d'opérations en colonnes, de divisions euclidiennes, l'étude de tableaux de proportionnalité, la réalisation de tracés géométriques, ou encore le tracé de fonctions. À gauche on trouve un traitement de texte qui permet de rédiger du contenu mathématique et d'insérer facilement des formules mathématiques.

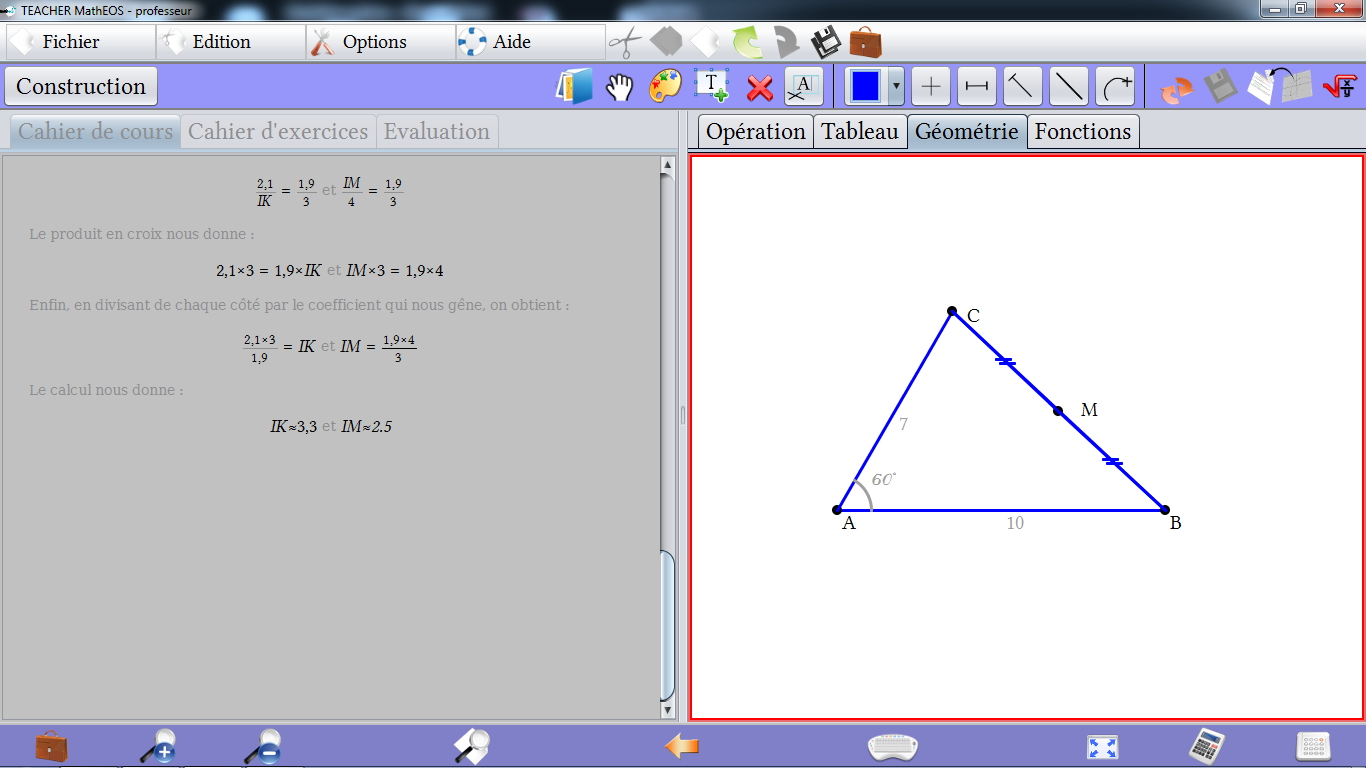
Interface du logiciel

### L'espace de travail

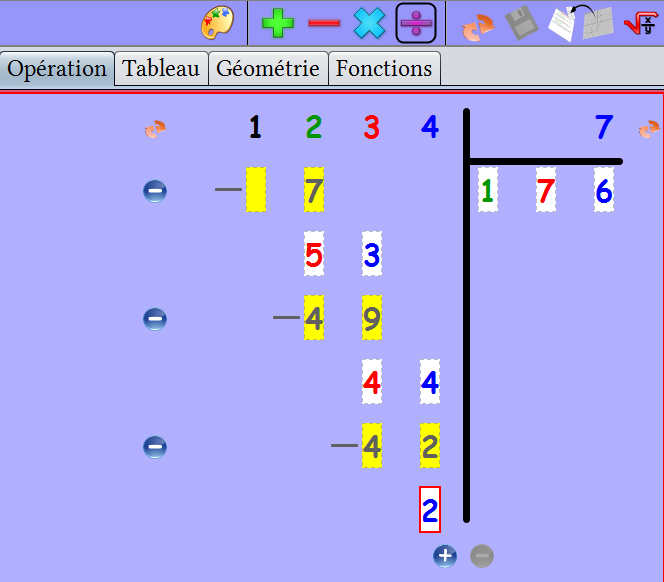
Une division Euclidienne.

Un onglet dédié permet de poser des opérations en colonne. Addition, Soustraction, Multiplication, Division Euclidienne, toutes ces opérations sont réalisables et mises en page automatiquement.
Un second onglet permet de créer des tableaux, et en particulier des tableaux de proportionnalité. Il est possible de créer des flèches allant d'une ligne à l'autre afin de mettre en évidence un rapport de proportionnalité.

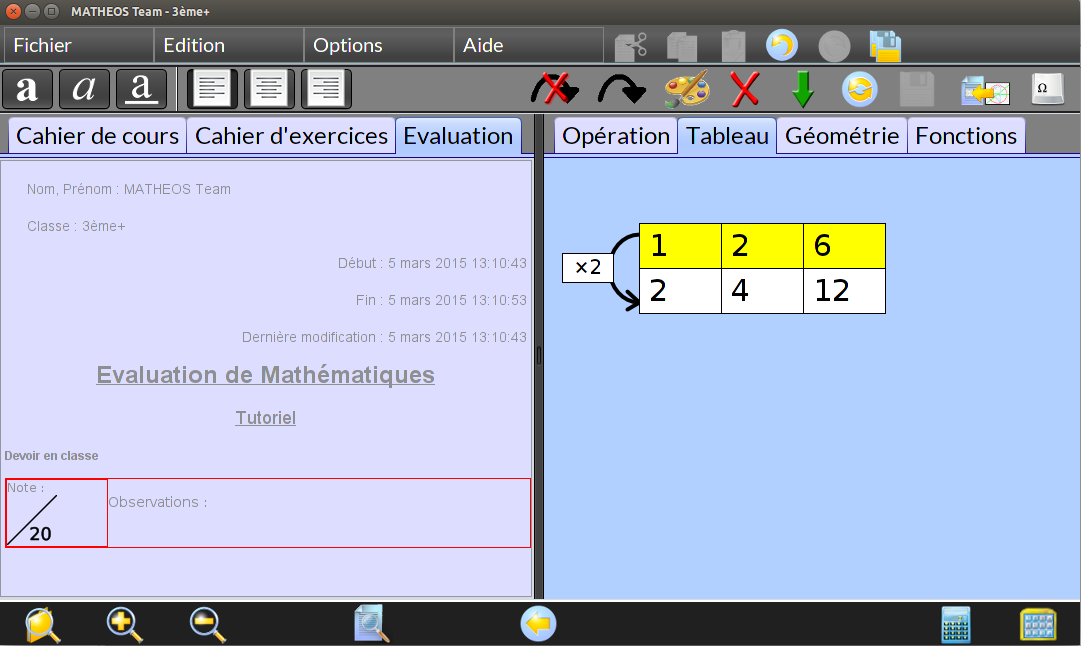
Onglet tableaux.

Un troisième onglet permet de tracer des figures géométriques. Un espace de dessin que l'on peut quadriller ou munir d'un repère permet de réaliser tous les exercices du collège.

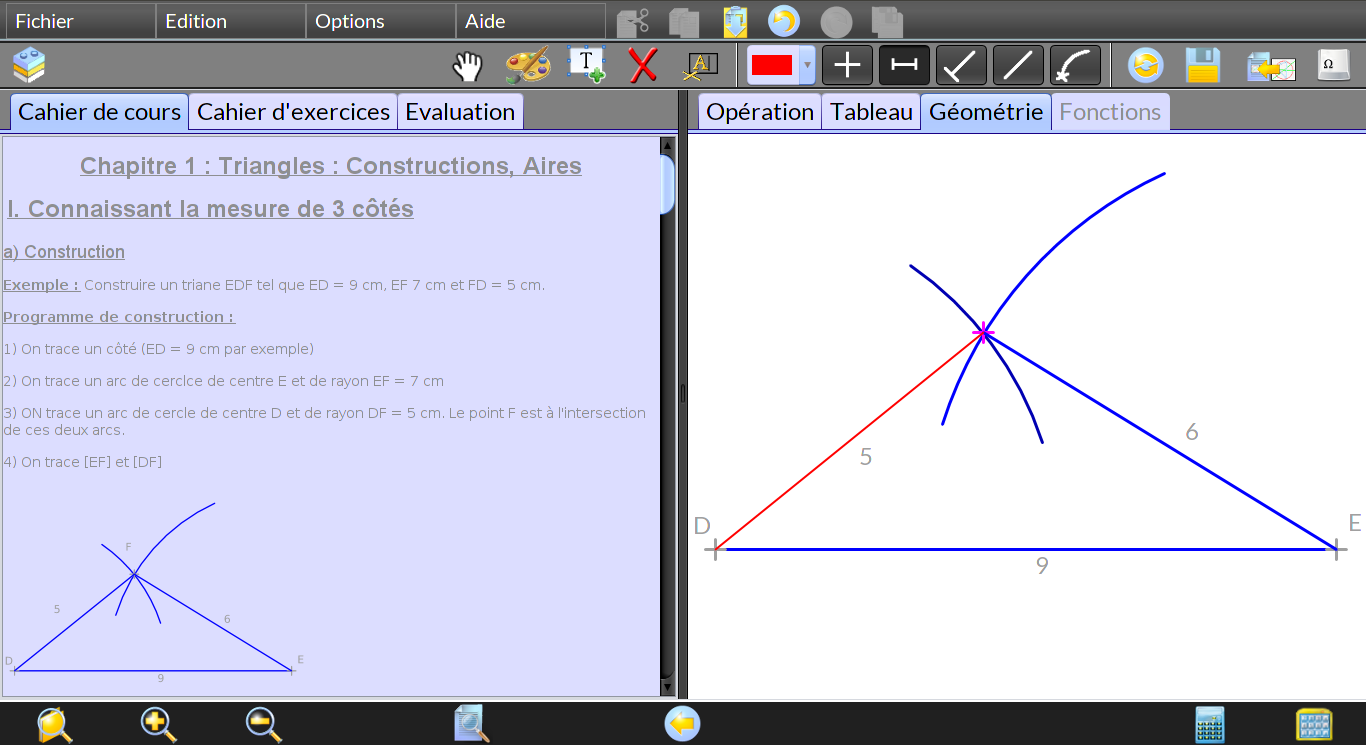
Onglet géométrie.

Un dernier onglet permet de tracer et d'étudier des fonctions. Différents outils viennent permettre à l'élève de réaliser les exercices du collège dans ce domaine.

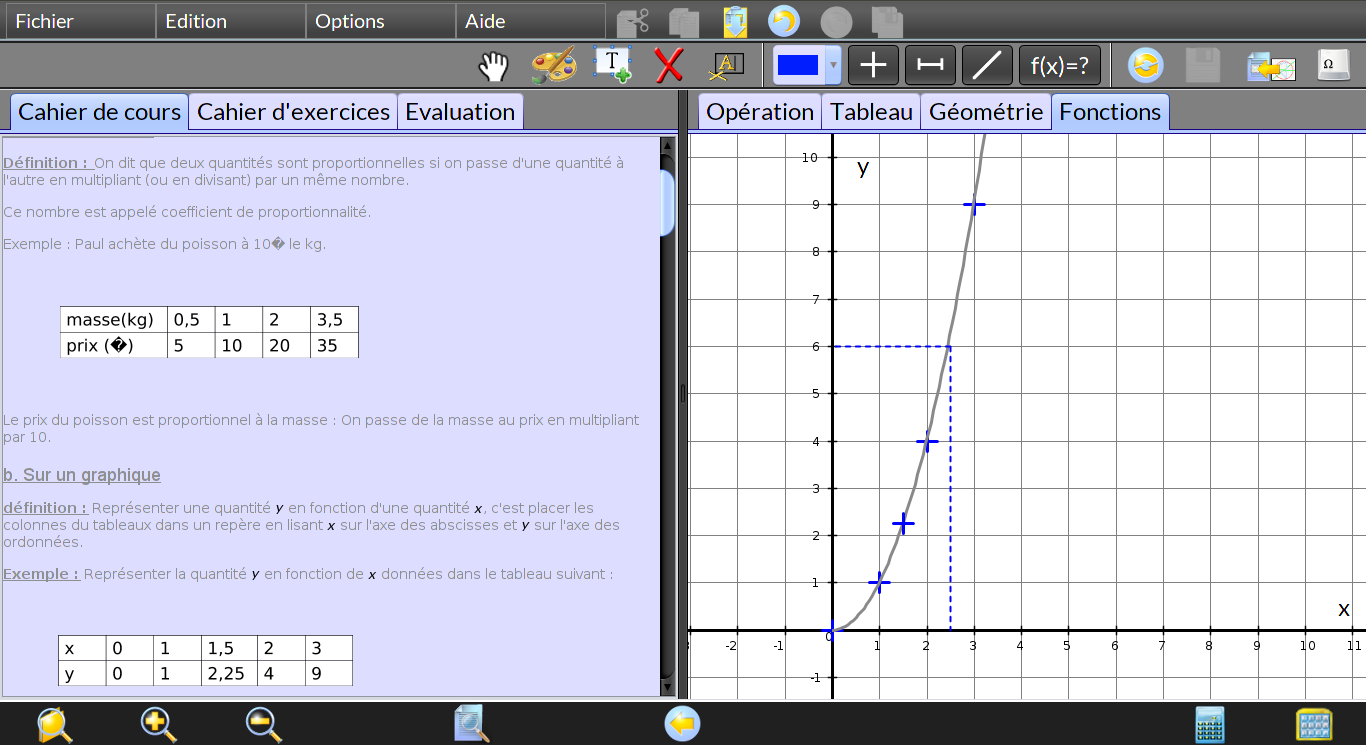
Onglet fonctions.

### Le traitement de texte

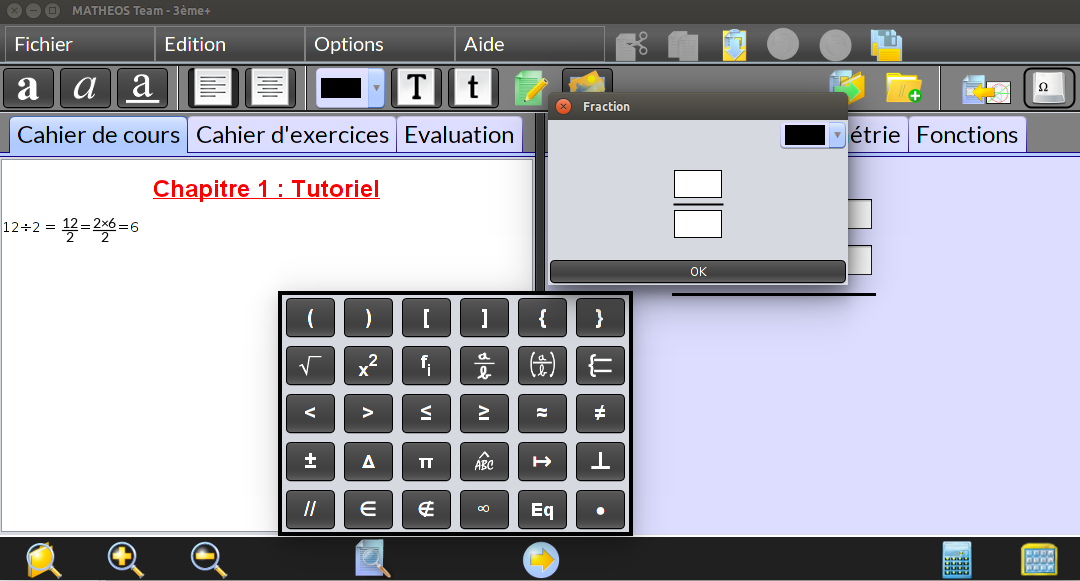
Insérer des formules mathématiques.

Le traitement de texte de MathEOS est avant tout un traitement de texte pour les mathématiques. Il permet d'insérer facilement des fractions, des équations ou d'autres formules mathématiques plus complexes, à l'aide d'une boîte de dialogue très simple.

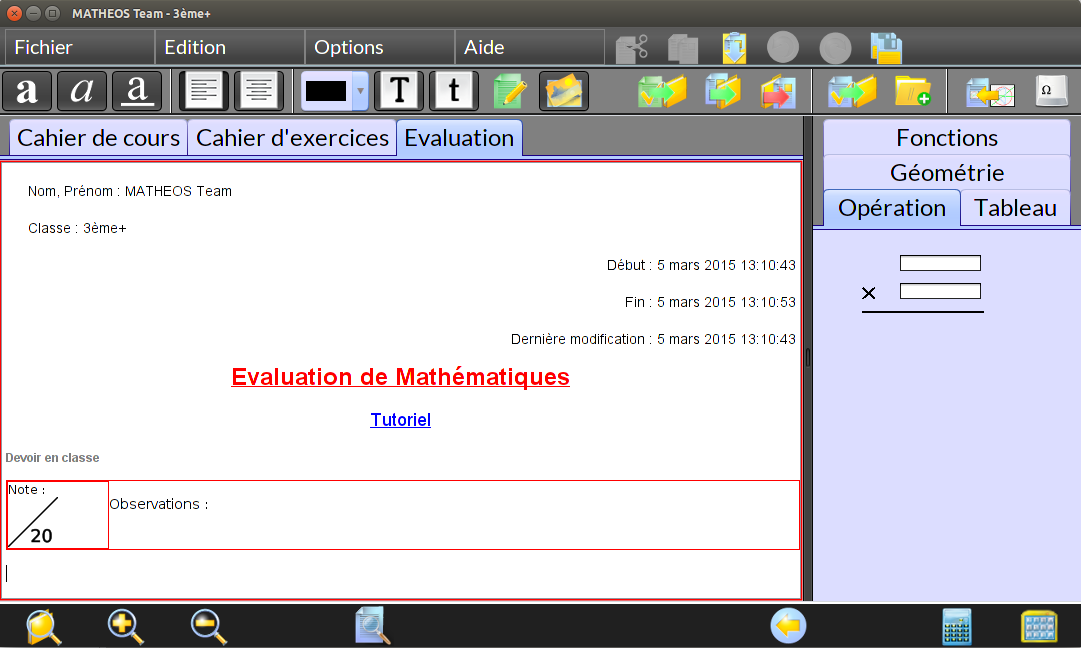
Onglet évaluation.

Le traitement de texte contient trois onglets : l'un permet de tenir un cahier de cours, l'autre de rédiger les exercices liés au chapitre courant, et le dernier permet de réaliser une évaluation. Lors d'une évaluation, les accès de l'élève sont restreints et le professeur peut contrôler le respect des consignes grâce à des marqueurs sur la copie. Un système de chapitrage permet de suivre l'élève tout au long de l'année et d'accéder à ses précédents chapitres de cours, d'exercice ou à ses évaluations. Les différents travaux créés par l'élève sont enregistrés et il peut y accéder facilement à l'aide d'un bouton "Sommaire". Des fonctions d'export permettent à l'élève de rendre son travail au professeur afin d'obtenir une correction. Des fonctions d'import permettent de récupérer cette correction automatiquement et de mettre à jour le cahier virtuel de l'élève.
Le traitement de texte permet également de recueillir les travaux réalisés par l'élève dans la zone de travail de droite.

## Projets connexes
MathEOS est un élément du projet plus vaste l'École Open Source. Ce projet vise à développer des solutions open-source adaptées aux autres matières du collège, et de proposer également des modules complémentaires pour les classes de lycée.

## Actualités
MathEOS était hébergé chez OVH. Sa distribution a pris fin à la suite de l'Incendie du centre de données d'OVHcloud à Strasbourg en 2021. Les fonctionnalités du logiciel ont été reprises dans le logiciel Cantoo Scribe, développé par la société Inschool SAS, membre de l'ESS.